# Массалитинов, Николай Осипович
Николай Осипович Массалитинов (24 февраля 1880, Елец, Орловская губерния — 22 марта 1961, София) — русский и болгарский театральный деятель, актёр, режиссёр, педагог, народный артист НРБ (1948).
Сестра — Массалитинова, Варвара Осиповна.

## Биография
Николай Массалитинов родился 24 февраля 1880 года в городе Елец Орловской (ныне Липецкой) области.
Детство и юность прошли в Томске, гимназистом Массалитинов принимал участие в любительских спектаклях. В 1900 году поступил на медицинский факультет Томского университета, за участие в студенческой демонстрации был исключен из университета. Перешёл в Технологический институт, но был по той же причине исключён и оттуда. В 1904 по совету сестры (к тому времени актрисы Малого театра) переехал в Москву. В 1907 году окончил школу Малого театра (педагог А. А. Федотов). Присутствовавшие на выпускном спектакле училища К. С. Станиславский и Вл. И.Немирович-Данченко пригласили его в МХТ.
В 1913—1916 годах руководил совместно с Н. Г. Александровым и Н. А. Подгорным частной школой драматического искусства («Школа трех Николаев»), послужившей основанием 2-й студии МХТ.
В июне 1919 года «качаловская группа», в состав которой входил Массалитинов, в результате Гражданской войны оказалась отрезанной от Москвы. После выступлений в Харькове, Одессе, Екатеринодаре, Тбилиси, Батуми «качаловская группа» «Вишнёвым садом» открыла гастроли в Софии 20 октября 1920.
С 18 января 1921 выступления продолжились в Белграде, Загребе, Любляне, затем в Праге. После возвращения части группы в Москву Массалитинов вместе с оставшимися актёрами играл в составе Пражской труппы, возглавляемой М. Германовой, в Городском театре.
Он постоянно делал какие-то попытки вернуться на родину и в свой МХТ, в архивах сохранилась его переписка с В. И. Немировичем-Данченко, но всё оказалось тщетно. Однако из переписки с другими актёрами становится ясно, что и в Москве у самых популярных и награждаемых актёров далеко не всё складывалось благополучно, хотя, конечно это нельзя сравнивать с условиями вынужденной эмиграции.
Наталья Вагапова, историк театра, автор книги «Русская театральная эмиграция» в Центральной Европе и на Балканах», С-Петербург, издательство «Алетейя»: 

 Конечно, если говорить о таких именах, как Качалов, Книппер-Чехова, Москвин, естественно, они процветали, в общем, более или менее делали в тех пределах, в которых это было возможно в советской России, они делали то, что они хотели. Но тем не менее может быть, это слишком смелое с моей стороны заявление, я не историк МХАТ, но я вам сказала, что 30-е годы Пражская группа идёт под уклон. Но мы возьмём письмо Книппер-Чеховой, уже старенькой,  почти не играющей, откровенное дружеское письмо Массалитинову, которое она ему написала от руки, просто как старому другу. Оно публикуется. Она пишет о том, что как грустно то, что происходит сейчас в её родном театре. Они были как птички в золотой клетке, наверное. Каждый в жизни выбирает свою судьбу. Я так пыталась себе представить. Не будем говорить о наших великих стариках, которые всё-таки были обласканы советской властью,  жили в лучших санаториях, их обслуживали великолепные врачи, они до глубокой старости могли играть, пока могли играть, тут грех жаловаться.
В 1924 году Массалитинов создал частную театральную школу в Берлине, а с 1925 года жил и работал в Болгарии.
Умер Николай Массалитинов 22 марта 1961 года в Софии.

## Оценки современников
Я думаю, в его сценической карьере ему мешала его внешность: был он грузен, мясист, тяжёл и очень неэлегантен; лицо тоже мясистое, с крошечным курносым носом и выпуклыми, выступающими из орбит, бесцветными близорукими глазами 
— В. Шверубович О людях, о театре и о себе. — М.: Искусство, 1976. — 431 с.

## Признание и награды
- Народный артист НРБ (1948)
- Лауреат Димитровской премии (1950)

## Творчество

### Актёр
- МХТ
  - «Горе от ума» — Скалозуб

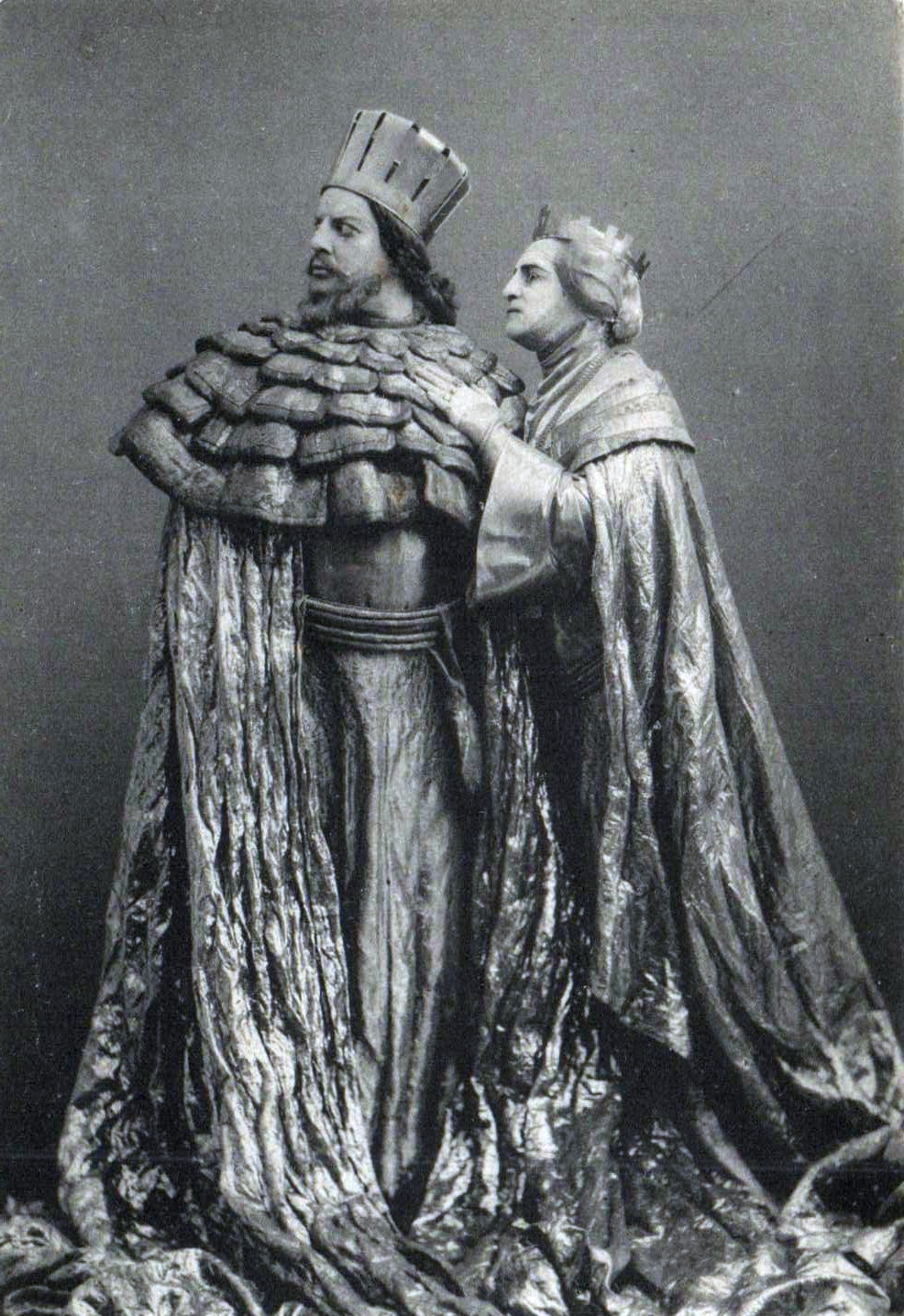
Н. О. Массалитинов в роли Клавдия и О. Л. Книппер в роли Гертруды. Спектакль «Гамлет» Московского Художественного театра, 1912

  - «На всякого мудреца довольно простоты» — Городулин
  - «Месяц в деревне» — Ислаев
  - «Где тонко, там и рвётся» — Станицын
  - «Вишнёвый сад» — Лопахин
  - «Три сестры» — Солёный
  - «Дядя Ваня» — Войницкий
  - «Борис Годунов» А.Пушкина — князь Воротынский, князь Курбский
  - «Жизнь человека» Л.Андреева — Отец
  - «Синяя птица» М.Метерлинка — Отец, Бук
  - «Ревизор» Н. В. Гоголя — Уховёртов
  - «Гамлет» У. Шекспира, 1911 — Клавдий
  - «Где тонко, там и рвётся» Тургенева, 1912 — Станицын
  - «Николай Ставрогин» по Ф. Достоевскому, 1913 — Шатов
  - «Смерть Пазухина» по М.Салтыкову-Щедрину, 1914) — Живновский
  - «Село Степанчиково» по Достоевскому, 1917 — Ростанев
- Болгарские театры
  - «Перед заходом солнца» Гауптмана — Матиас Клаузен
  - «Тартюф» — Тартюф

### Режиссёр
- «Двенадцатая ночь» У.Шекспира (1925)
- «Мастера» Р.Стоянова (1927)
- «Албена» И. Йовкова (1929)
- «Горе от ума» А. Грибоедова (1930)
- «Миллионер» И. Йовкова (1930)
- «Бедность не порок» Островского (1932)
- «На дне» Горького (1932)
- «Над пропастью» И.Вазова (1934)
- «Престол» И.Вазова (1934)
- «Обыкновенный человек» И. Йовкова (1936)
- «Бесприданница» Островского (1937)
- «Принц Гомбургский» Г.Клейста (1942)
- «Гамлет» Шекспира (1943)
- «Эрнани» В.Гюго (1943)
- «Враги» Горького (1944)
- «Борьба продолжается» К.Кюлявкова (1946)
- «Три сестры» Чехова (1953)
- «Таланты и поклонники» Островского (1955)